# Centauros del Norte
Centauros del Norte är en ort i Mexiko.   Den ligger i kommunen Calakmul och delstaten Campeche, i den östra delen av landet, 1 000 km öster om huvudstaden Mexico City. Centauros del Norte ligger 288 meter över havet och antalet invånare är 236.
Terrängen runt Centauros del Norte är platt, och sluttar norrut. Runt Centauros del Norte är det glesbefolkat, med 11 invånare per kvadratkilometer. Närmaste större samhälle är Ingeniero Ricardo Payro Jene, 10,5 km öster om Centauros del Norte. I omgivningarna runt Centauros del Norte växer i huvudsak städsegrön lövskog.